# マハン (DD-364)
|          | |
| 艦歴     | |
| 発注     | |
| 起工     | 1934年6月12日 |
| 進水     | 1935年10月15日 |
| 就役     | 1936年9月18日 |
| 退役     | |
| その後   | 1944年12月7日に戦没 |
| 除籍     | |
| 性能諸元 | |
| 排水量   | 1,460 トン |
| 全長     | 341.4 ft (104.04m) |
| 全幅     | 34.8 ft (10.57m) |
| 吃水     | 9 ft 8in (2.95m) |
| 機関     | バブコック&ウィルコックス製 水管缶（ボイラー）4基 蒸気タービン2基2軸推進 |
| 最大速   | 35ノット (65 km/h) |
| 乗員     | 士官、兵員204名 |
| 兵装     | （建造時）38口径5インチ砲5門 50口径機銃4基 21インチ魚雷発射管12門 爆雷投下軌条2軌 （1943年）Mk33火器管制システム 38口径5インチ砲4門 21インチ魚雷発射管12門 Mk51 ガンディレクター ボフォース40mm機関砲4門 エリコン20mm機関砲6門 爆雷投下軌条2軌 K-ガン 爆雷投下プロジェクター4基 |

マハン (USS Mahan, DD-364) は、アメリカ海軍の駆逐艦。マハン級駆逐艦のネームシップ。艦名はアルフレッド・セイヤー・マハン少将に因む。その名を持つ艦としては2隻目。

## 艦歴
マハンは1934年6月12日にニューヨーク州スタテンアイランドのユナイテッド・ドライドック社で起工する。1935年10月15日にキャサリーン・H・マハン（マハン少将のひ孫）によって命名、進水し、1936年9月18日に艦長J・B・ウォーラー中佐の指揮下就役する。
マハンは1936年11月16日にニューヨークを出航、初期の訓練と親善訪問巡航を併せた2ヶ月間の航海をカリブ海および南米の港に向けて行った。1937年1月に帰還すると7月まで東海岸沿いの作戦活動に従事し、その後太平洋に向かった。8月半ばに西海岸に到着し、南カリフォルニア沖合での艦隊訓練演習に参加、その後真珠湾に向かった。定期的な西海岸への訪問、1939年2月のカリブ海での艦隊演習などハワイ海域での多忙なスケジュールで1941年12月まで過ごす。
哨戒中の1941年12月7日、日本軍による真珠湾攻撃が行われた。マハンは第12任務部隊と共に日本軍部隊を迎え撃つよう命令を受け、真珠湾南方200マイルの海域からジャルート環礁へ向かった。しかしながら敵部隊を発見することはできず、マハンは12日に真珠湾に帰還した。
12月下旬にマハンは海兵隊の援軍部隊をジョンストン島へ運び、民間人をハワイに避難させた。その後は島間航路の哨戒および船団護衛任務を2月24日まで行い、続いてカントン島でのステーション艦任務に就く。3月24日にカントン島を出航し、ハワイに帰還すると続いてオーバーホールのため西海岸へ向かった。以後、西海岸やハワイ水域で活動。
1942年10月16日、第16任務部隊とともに真珠湾より出航。3日後、「マハン」は駆逐艦「ラムソン」とともにギルバート諸島の南の日本軍哨戒部隊襲撃に向かった。10月22日、南緯03度30分 東経175度15分 / 南緯3.500度 東経175.250度の地点で2隻は日本の特設砲艦八海山丸（鏑木汽船、3,311トン）を沈めた。
27日にサンタクルーズ諸島北方から第61任務部隊と共に出航したマハンは、日本軍機の攻撃を受けるが4機を撃墜した。同日、南太平洋海戦の後にマハンは戦艦サウスダコタ (USS South Dakota, BB-57) と衝突する。双方とも大きく損傷し、マハンは艦首が曲がり構造材が大破した。ヌメアでの応急修理後真珠湾へ移動し、マハンには新たな艦首が与えられた。
マハンは1943年1月9日に南太平洋に戻り、ニューヘブリディーズ諸島、ニューカレドニア、フィジー間での船団護衛任務に就く。3月にはニューカレドニアでの哨戒任務を開始した。4月に船団護衛任務を再開し、ガダルカナル島へ巡航、続いてオーストラリア海域での任務を始める。ニューギニアに移動し、マハンは7月2日からミルン湾を拠点として活動を始めた。続く3ヶ月間は戦闘が続いた。8月9日にはナッソー湾への上陸作戦に参加し、22日と23日にはフィンシュハーフェンへ砲撃を行う。22日のオーストラリア軍部隊の上陸時、マハンは日本軍機3機を撃墜した。その後9月4日から8日までラエへの上陸部隊を支援した。
10月から11月にかけてブナを拠点として活動し、マハンはニューギニア周辺の哨戒を行った。マハンはニューブリテン島で日本軍施設に対する砲撃を行い、26日には同島のグロスター岬に上陸する部隊に対して火力支援を行った。その後はニューギニアのガリに対する砲撃を行い、オーストラリアのシドニーに短期間停泊した後、ニューギニアとニューブリテン島間での船団護衛任務に従事した。1944年2月28日、ロスネグロス島に砲撃を行い、その後アドミラルティ諸島で船団護衛任務に就いた。
2年以上の多忙な戦場での活動後、1944年の春にマハンはオーバーホールのためカリフォルニア州サンフランシスコに向かった。作業が完了すると7月上旬に真珠湾に戻り、同海域で8月15日まで訓練を行った。その後エニウェトク、ジャルート環礁、グアム、サイパン、ウルシー環礁を経由して、マハンは10月20日にニューギニアに戻った。マハンはホーランディアとレイテ島間の船団護衛任務およびレイテ島沖での対潜哨戒任務に11月末まで従事した。
1944年12月7日、レイテ島とポンソン島の間を哨戒中にマハンは日本軍機部隊の攻撃を受けた。戦闘では戦闘機3機を撃墜したものの、残る3機が船体に激突した。艦は炎上し火災が弾薬庫に引火した。艦は放棄され、生存者は近くの艦によって救助された。1時間後、ウォーク (USS Walke, DD-723) が砲撃および雷撃で炎上するマハンを沈めた。
マハンは第二次世界大戦の戦功で5個の従軍星章を受章した。